# چرپ‌وارآیا
چِرِپ‌وارآیا (به مجاری:  Cserépváralja) یک شهرداری در مجارستان است که در بورشود-آبااوی-زمپلن واقع شده‌است. چِرِپ‌وارآیا ۱۴٫۶۲ کیلومتر مربع مساحت و ۵۲۹ نفر جمعیت دارد.